# Alos (Ariège)
Alos település Franciaországban, Ariège megyében. Lakosainak száma 116 fő (2022. január 1.). Alos Bethmale, Lacourt, Moulis, Sentenac-d’Oust, Soueix-Rogalle és Eycheil községekkel határos.

## Népesség
A település népességének változása:
| Lakosok száma | 260  | 173  | 136  | 114  | 119  | 113  | 117  | 122  | 120  | 116  |
|               | 1968 | 1982 | 1990 | 2006 | 2013 | 2015 | 2017 | 2019 | 2020 | 2022 |